# Марія Чичикова
Марія Константинова Чичикова — болгарська вчена, археолог, яка багато років свого життя присвятила фракійській археології. Вона є авторкою або співавторкою понад 100 досліджень і статей, 5 монографій з проблем архітектури та містобудування Севтополіса, надгробної архітектури та похоронних звичаїв у Фракії, фракійської матеріальної культури на болгарських землях. Значна частина цих досліджень опублікована в закордонних наукових виданнях. Брала участь у численних наукових форумах і конгресах з класичної археології. Вона також є членом-кореспондентом Німецького археологічного інституту.
Марія Чичикова брала участь в організації кількох міжнародних виставок, які представляли фракійське мистецтво та культуру — у 1960 році в Парижі (Франція), у 1964 році в Ессені (Німеччина) та у Венеції (Італія) у 1988 році.

## Життєпис
Марія Чичикова народилася 14 січня 1925 року в місті Софія. У 1947 році закінчила історико-філологічний факультет Софійського університету «Климент Охридський» за спеціальністю «Історія», профіль «Археологія». Наприкінці того ж 1947 року поступила на роботу в Археологічний інститут Болгарської академії наук асистенткою і молодшою науковою співробітницею. Вже в 1948 році їй випала рідкісна нагода бути учасницею і керівницею наймасштабніших археологічних досліджень Болгарії — стародавнього фракійського міста Севтополя. Руїни столиці Одриського царства були виявлені в 1948 році під час будівництва дамби Георгія Димитрова. До 1954 року Марія Чичикова продовжила дослідження Севтополя під керівництвом акад. Дімітара П. Димитрова. Ці дослідження відзначили всю наукову діяльність Марії Чичикової, і вона присвятила себе вивченню фракійської культури доримської та римської епох.
З 1960 р. брала участь у болгарсько-польських розкопках римського табору та ранньовізантійського міста Нове поблизу м. Свиштова, як заступниця керівника до 1975 р., а після смерті академіка Дімітара Петровича Димитрова була кер. Болгарської експедиції до 1986 р. З 1969 по 1975 рр вона також зробила перші систематичні польові дослідження поселення ранньої залізної доби в Болгарії — біля села Пшеничево. На основі матеріалів цього дослідження вона також створює нову хронологію ранньої залізної доби в Болгарії і таким чином ставить цю добу у контекст середземноморської та європейської культур.
У 1971—1979 роках досліджувала некрополь Дев'яти курганів у Казанлакшко. З 1982 по 1989 рік вона розпочала дослідження укріпленого центру міста в Сборяновому. Це також одні з найскладніших досліджень, проведених на археологічній пам'ятці в Болгарії, що об'єднує стародавні поселення, святилища та некрополі різних епох.
Вся наукова діяльність Марії Чічикової пов'язана з Археологічним інститутом Болгарської академії наук. У 1971 році був обрана старшою науковою співробітницею II ступеня секції античної археології, а в 1982 р. він також стала першою науковою керівницею новоствореної секції фракійської археології. Вона також є керівницею перших докторантів у галузі фракійської археології. 
Протягом багатьох років Марія Чичикова була університетським викладачем фракійської археології в Софійському університеті імені Климента Охридського, у Великотирновському університеті «Св. Св. Кирила і Мефодія», а також у Новому болгарському університеті. З 1993 по 1994 рр. вона була керівницею програми «Прикладні культурологічні дослідження в туризмі» Нового болгарського університету, а в період 1998—1999 рр. є керівницею бакалаврської програми «Культурний туризм» цього ж університету.
Померла після нетривалої хвороби 11 грудня 2021 року.

## Відзнаки та нагороди
Марія Чичикова — нагороджена «Орденом Св. св. Кирила і Мефодія» ІІ ступеня, «Орденом за заслуги перед польською культурою», лауреат премії Александра Фальля за внесок у вивчення фракійської культури та її популяризацію за 2007 рік, а також багатьох інших орденів і нагород. Почесна громадянка Казанлика та Свиштова (з 23 серпня 1984 року).